# Hohenhausen

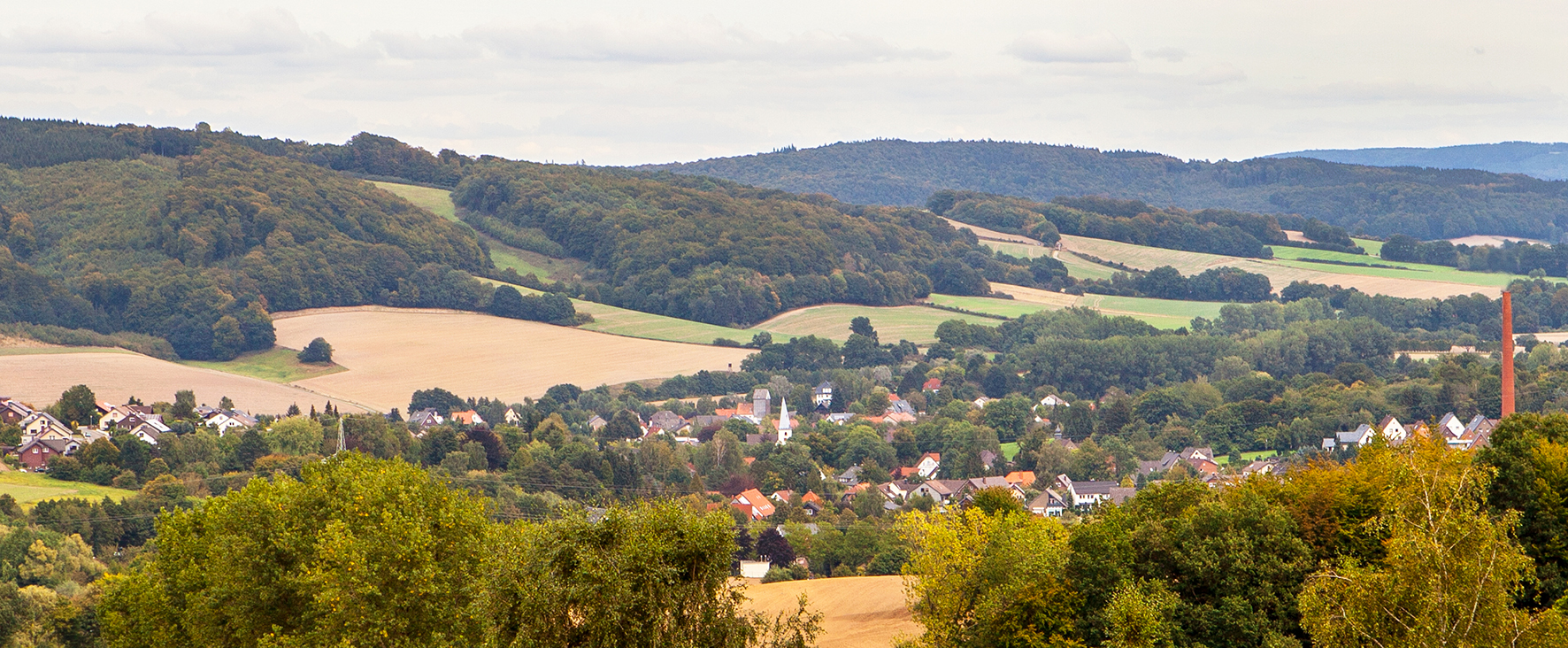
Hohenhausen, Ansicht von Südwesten

Hohenhausen ist eine Ortschaft der Gemeinde Kalletal und deren Verwaltungssitz. Hohenhausen ist mit etwa 3.400 Einwohnern der Hauptort Kalletals.

## Lage
Der Ort liegt im Bundesland Nordrhein-Westfalen im Kreis Lippe.
Er liegt 10 Kilometer nördlich von Lemgo, 20 Kilometer nördlich von Detmold, 28 km nordöstlich von Bielefeld, 21 km südlich von Minden und 14 km südwestlich von Rinteln. Hohenhausen liegt im Tal des Baches Westerkalle auf einer Höhe von etwa 160 Metern über NN.

## Geschichte
Hohenhausen wurde erstmals um 1018 als Hodanhusun urkundlich erwähnt. Die ehemals selbständige Gemeinde ist seit der Gebietsreform vom 1. Januar 1969 ein Ortsteil und der Verwaltungssitz der neu gegründeten Großgemeinde Kalletal.

## Infrastruktur
Durch den Ort verläuft die Bundesstraße 238 von Rinteln nach Lemgo. Die nächsten Autobahnabfahrten an der A 2 sind Ostwestfalen/Lippe, Vlotho-West (ehem. Exter) und Bad Eilsen.
In Lemgo, Vlotho und Rinteln befinden sich die nächstgelegenen Regionalbahnhöfe. Durch Hohenhausen verlaufen regionale Buslinien. Um die umliegenden Ortschaften zu erreichen, gibt es einen Bürgerbus, der seit 2011 den Namen „Jacobi-Linie“ trägt.

## Wirtschaft und Tourismus
In Hohenhausen spielt die Landwirtschaft nur noch eine untergeordnete Rolle. Auch der Fremdenverkehr ist in den letzten Jahren deutlich zurückgegangen. Es gibt aber weiterhin einige Übernachtungsmöglichkeiten in Hotels/Gasthöfen und Pensionen. Die lokale Wirtschaft wird geprägt durch zahlreiche eher kleinere Industrie- und Dienstleistungsbetriebe sowie Einzelhandelsgeschäfte.
Im nordwestlich gelegenen Echternhagen liegt das gleichnamige Gewerbegebiet.
Am Ort befindet sich ein Freibad.

## Veranstaltungen
Alle zwei Jahre, am letzten Augustwochenende, findet in Hohenhausen in ungeraden Jahren das „Heimatfest“ statt. Mit einem Fackelumzug durch Hohenhausen, der am „Hohenhauser Ententeich“ endet, beginnen die Festlichkeiten.
Den Höhepunkt bildet der Umzug am Sonntag. Jeder ist dabei eingeladen, eine Fußgruppe oder einen Wagen nach Belieben zu gestalten. Vor allem die lokalen Vereinsmitglieder nehmen daran teil. Am Montagabend endet das Heimatfest mit einer Prämierung der schönsten Wagen- bzw. Fußgruppen. Das Heimatfest ist weit über die Grenzen des Kalletals bekannt.

## Sport
Die TSG Hohenhausen ist der örtliche Sportverein. Es gibt jeweils eine Fußball-, Handball- und eine Breitensportabteilung. Die Fußballer spielen in der Kreisliga A. Die Junioren im Fußball spielen in der JSG Bentorf-Hohenhausen Kalldorf. 1909 errichteten sportliche Hohenhauser zu Ehren von Friedrich Ludwig Jahn ein Jahndenkmal.

## Gebäude
Zu erwähnen ist die Evangelisch-reformierte Kirche in Hohenhausen. Sie besteht aus einem romanischen Saalbau des 12. Jahrhunderts. Im 15. Jahrhundert folgten Einwölbung, Chor und Aufstockung des Westturms. Das Gebäude der Corves Mühle aus der Zeit der Renaissance wird heute unter anderem als Bücherei und Bürgerhaus genutzt. Außerhalb des Ortskernes liegt die denkmalgeschützte Hofanlage mit Wassermühle Hohenhausen-Dalbke. An die ehemalige jüdische Gemeinde erinnert der unter Denkmalschutz stehende jüdische Friedhof Hohenhausen. In Hohenhausen gibt es mehrere Schulen, eine Grundschule, die Stephan-Ludwig-Jacobi-Realschule, die Fröbelschule und eine Hauptschule die zusammen eine Art großes Schulzentrum bilden.

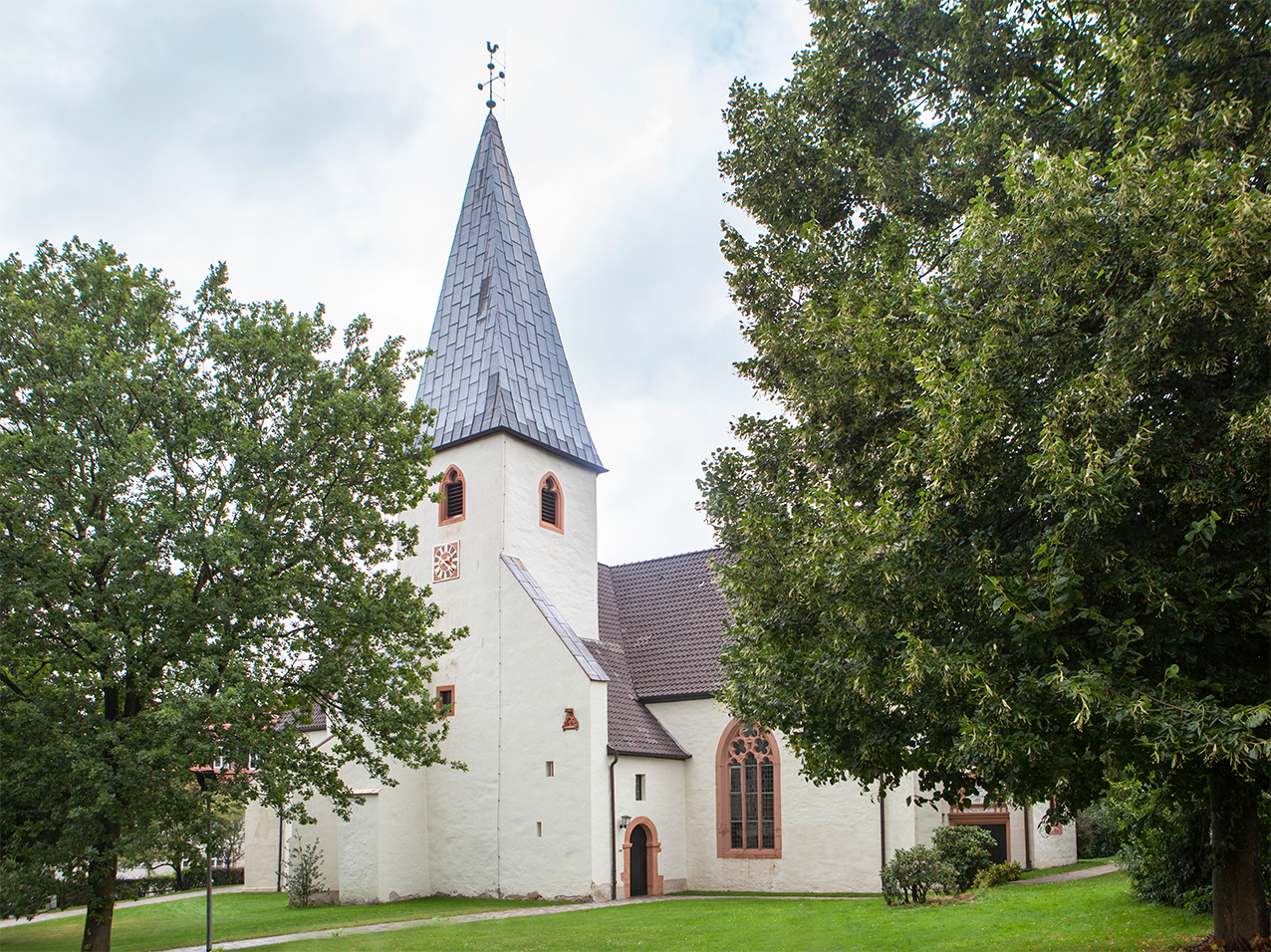
Evangelisch-reformierte Kirche Hohenhausen
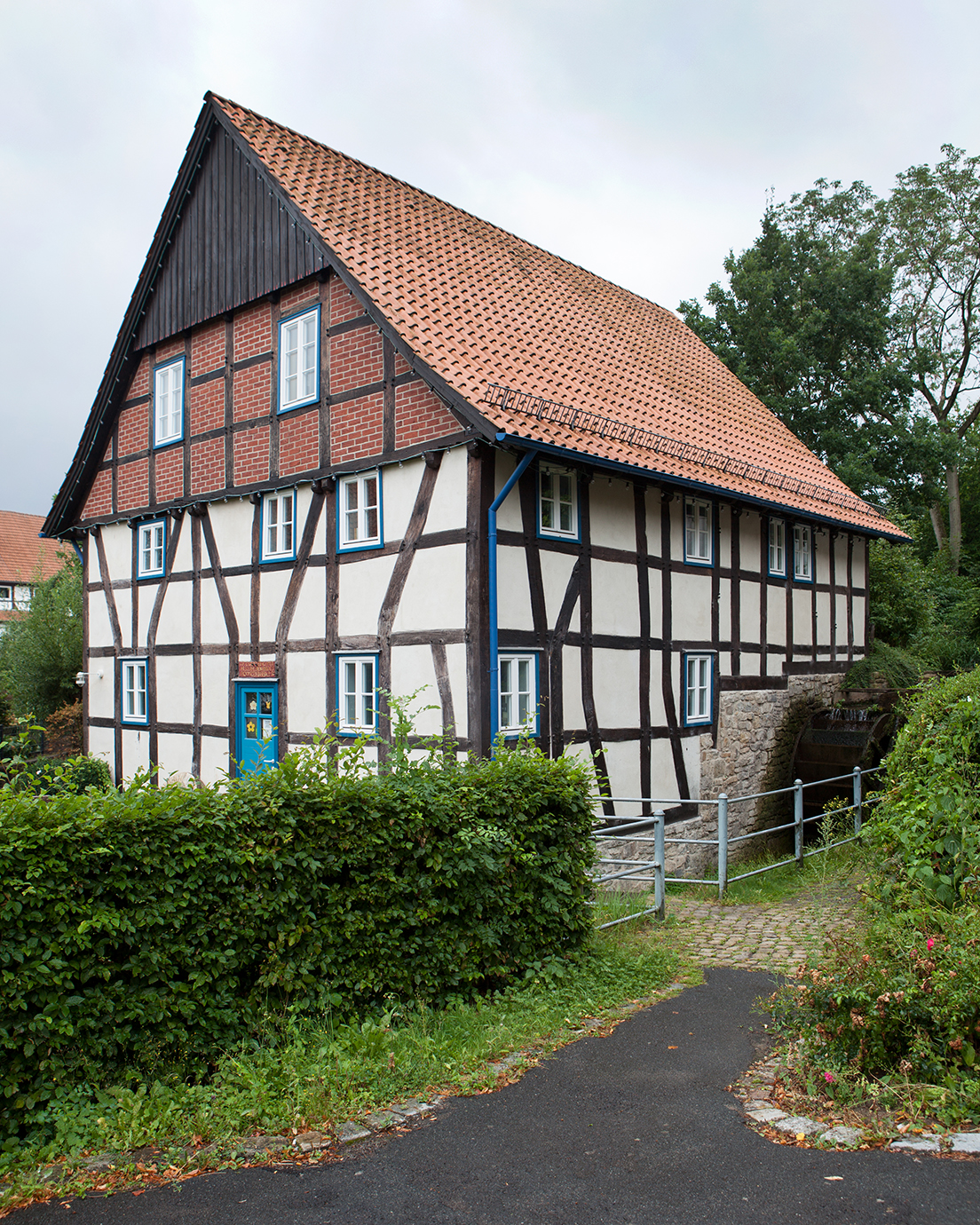
Corves Mühle
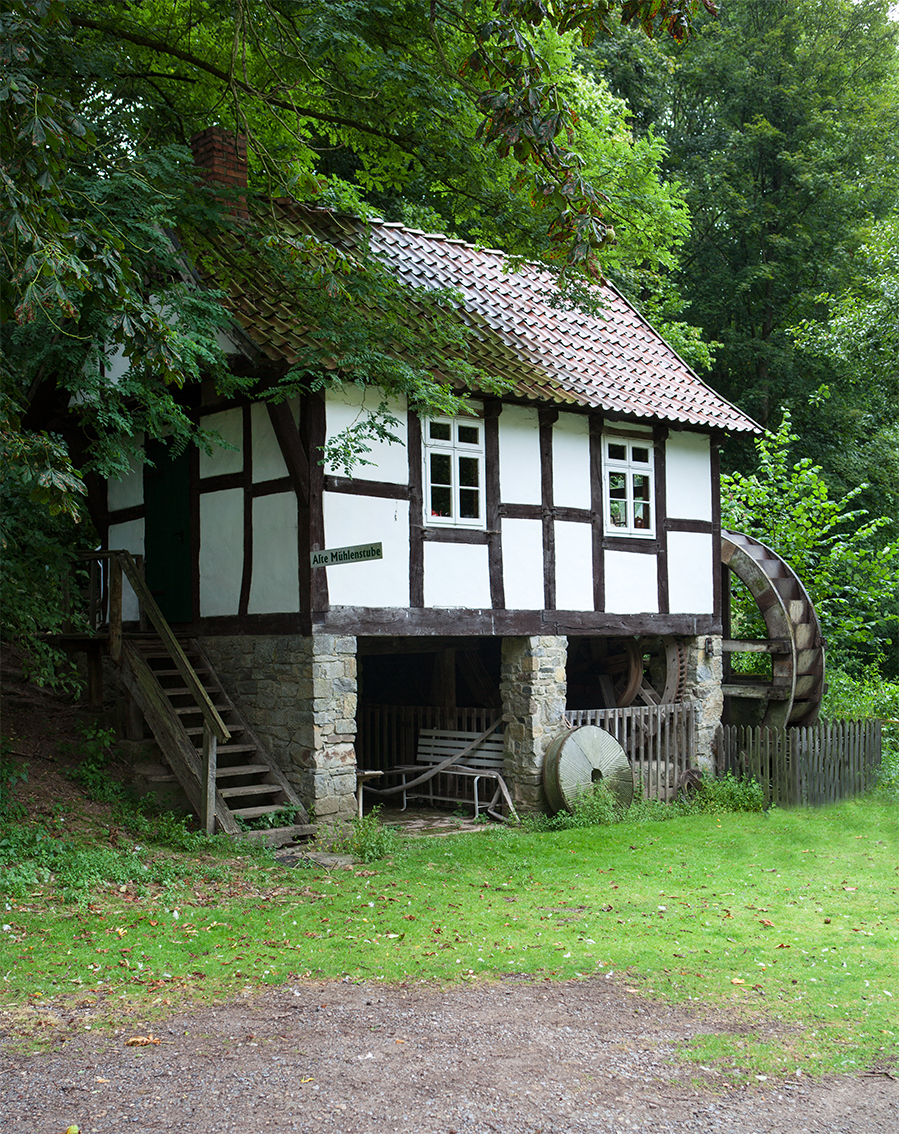
Wassermühle in Hohenhausen-Dalbke
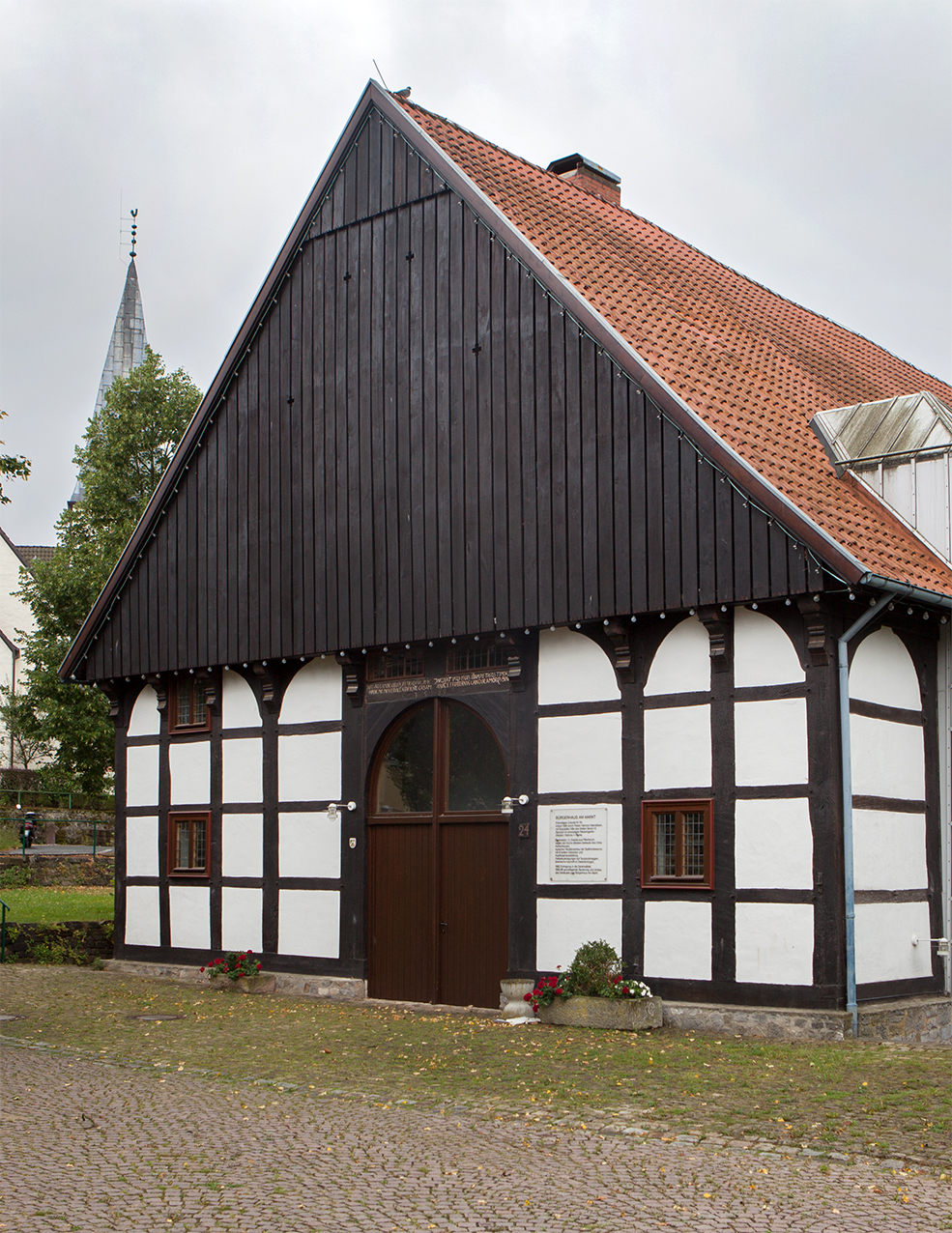
Timmeringsches Haus

## Söhne und Töchter der Ortschaft
- Stephan Ludwig Jacobi (1711–1784), Erfinder u. a. der „Künstlichen Fischzucht“
- August Kirchhoff (1874–unbekannt), Jurist, Bezirksamtmann in Kamerun
- Karl Heldman (1872–1914), Bürgermeister in Bad Salzuflen 1900–1906 und in Eckernförde 1906–1914
- Erich Meusel (1904–1945), Bürgermeister der Stadt Bad Homburg vor der Höhe 1934–1945

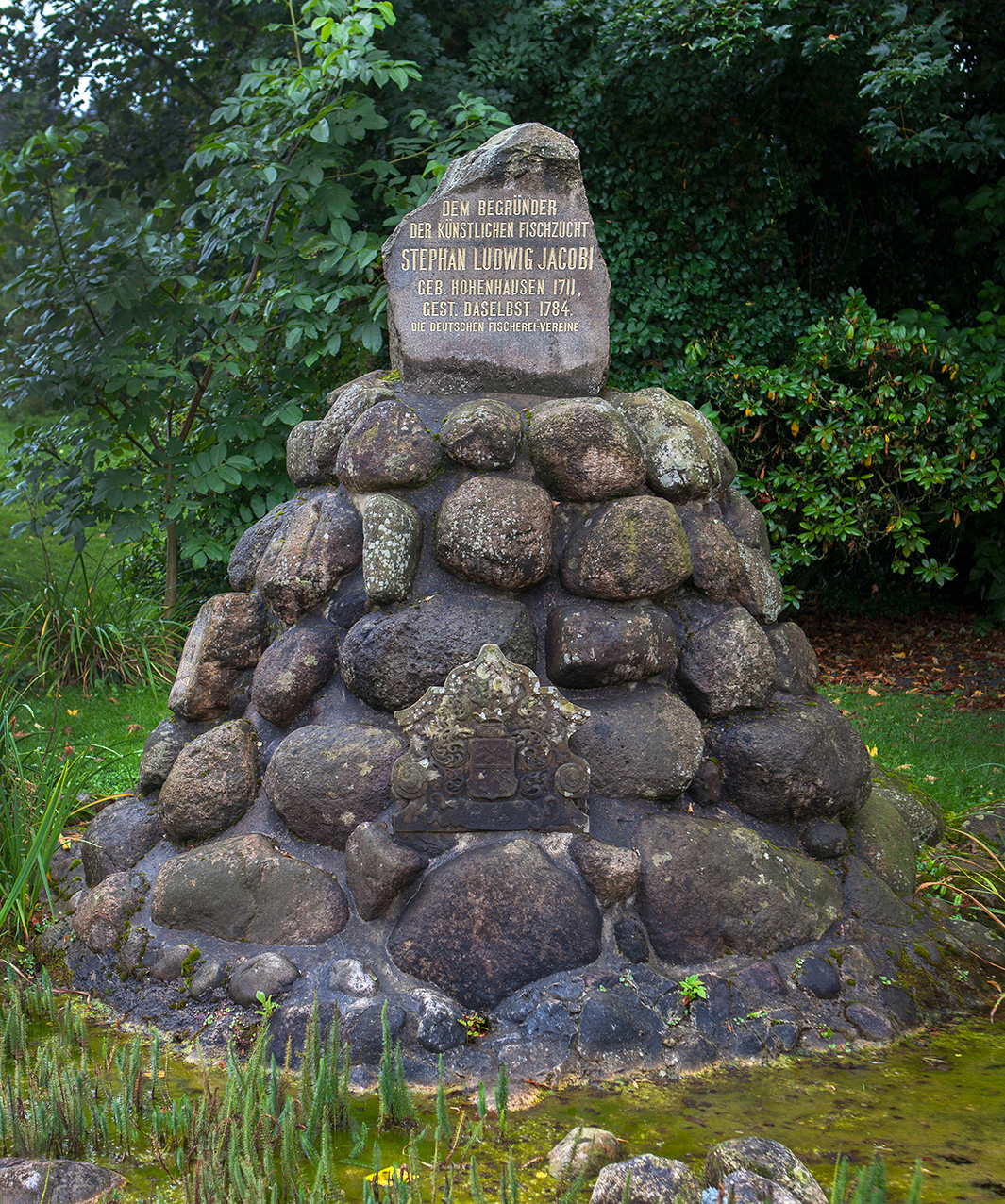
Stephan Ludwig Jacobi Denkmal